# Kandhamal
Kandhamal är ett distrikt i Indien.   Det ligger i delstaten Odisha, i den centrala delen av landet, 1 200 km sydost om huvudstaden New Delhi. Antalet invånare är 733 110. Arean är 8 021 kvadratkilometer. Kandhamal gränsar till Bolangir.
Terrängen i Kandhamal är huvudsakligen kuperad, men åt sydost är den bergig.
Följande samhällen finns i Kandhamal:
- Phulabani
- Udaigiri